# Julia Mühlbacher
Julia Mühlbacher (ur. 2 sierpnia 2004 w Braunau am Inn) – austriacka skoczkini narciarska, reprezentantka klubu ASVÖ SC Höhnhart. Medalistka mistrzostw świata juniorów i olimpijskiego festiwalu młodzieży Europy.

## Przebieg kariery
Swój debiut w międzynarodowych zawodach rangi FIS zaliczyła 21 stycznia 2017 roku występem w Žiri w ramach Alpen Cup. Konkurs ten zakończyła na piętnastej pozycji, a dzień później w drugim konkursie sklasyfikowana została na miejscu osiemnastym.
6 sierpnia 2017 roku po raz pierwszy stanęła na podium zawodów Alpen Cup zwyciężając w konkursie rozgrywanym w Klingenthal. Dwa lata później, 10 sierpnia 2019 roku drugi raz stanęła na podium Alpen Cup w Bischofsgrün, gdzie w konkursie zajęła trzecie miejsce.
Na początku lipca 2019 roku zadebiutowała w zawodach FIS Cup biorąc udział w konkursach rozgrywanych w Szczyrku, w których plasowała się na pozycjach na przełomie pierwszej i drugiej dziesiątki zawodów. W październiku dwukrotnie stanęła na drugim stopniu podium zawodów w Villach.
14 września wystartowała w konkursie Letniego Pucharu Kontynentalnego w norweskim Lillehammer zajmując dziewiętnaste miejsce.
W połowie grudnia pojawiła się na starcie zawodów Pucharu Kontynentalnego w Notodden. Pierwszy konkurs ukończyła na miejscu czwartym, a zaś w drugim konkursie stanęła na najniższym stopniu podium.

## Mistrzostwa świata
| Miejsce | Dzień     | Rok  | Miejscowość | Skocznia            | Punkt K | HS     | Konkurs  | Skok 1  | Skok 2  | Nota                  | Strata   | Zwyciężczyni       |
| ------- | --------- | ---- | ----------- | ------------------- | ------- | ------ | -------- | ------- | ------- | --------------------- | -------- | ------------------ |
| 11.     | 23 lutego | 2023 | Planica     | Srednja skakalnica  | K-95    | HS-102 | indywid. | 92,5 m  | 92,0 m  | 223,6 pkt             | 25,5 pkt | Katharina Althaus  |
| 2.      | 25 lutego | 2023 | Planica     | Srednja skakalnica  | K-95    | HS-102 | druż.    | 93,0 m  | 96,5 m  | 831,1 pkt (207,7 pkt) | 12,7 pkt | Niemcy             |
| 18.     | 1 marca   | 2023 | Planica     | Bloudkova velikanka | K-125   | HS-138 | indywid. | 109,5 m | 119,5 m | 205,0 pkt             | 59,2 pkt | Alexandria Loutitt |

## Mistrzostwa świata juniorów
| Miejsce | Dzień     | Rok  | Miejscowość    | Skocznia              | Punkt K | HS     | Konkurs      | Skok 1 | Skok 2 | Nota                  | Strata    | Zwyciężczyni         |
| ------- | --------- | ---- | -------------- | --------------------- | ------- | ------ | ------------ | ------ | ------ | --------------------- | --------- | -------------------- |
| 11.     | 5 marca   | 2020 | Oberwiesenthal | Fichtelbergschanzen   | K-95    | HS-105 | indywid.     | 98,0 m | 85,5 m | 177,3 pkt             | 61,6 pkt  | Marita Kramer        |
| 1.      | 7 marca   | 2020 | Oberwiesenthal | Fichtelbergschanzen   | K-95    | HS-105 | druż.        | 96,0 m | 92,0 m | 800,7 pkt (188,0 pkt) | –         | –                    |
| 12.     | 11 lutego | 2021 | Lahti          | Salpausselkä          | K-90    | HS-100 | indywid.     | 83,0 m | 83,5 m | 183,9 pkt             | 55,1 pkt  | Thea Minyan Bjørseth |
| 1.      | 12 lutego | 2021 | Lahti          | Salpausselkä          | K-90    | HS-100 | druż.        | 87,0 m | 89,0 m | 883,6 pkt (214,2 pkt) | –         | –                    |
| 13.     | 3 marca   | 2022 | Zakopane       | Średnia Krokiew       | K-95    | HS-105 | indywid.     | 88,0 m | 88,5 m | 197,8 pkt             | 42,7 pkt  | Nika Prevc           |
| 4.      | 5 marca   | 2022 | Zakopane       | Średnia Krokiew       | K-95    | HS-105 | druż.        | 96,0 m | 98,0 m | 738,3 pkt (220,0 pkt) | 150,2 pkt | Słowenia             |
| 1.      | 6 marca   | 2022 | Zakopane       | Średnia Krokiew       | K-95    | HS-105 | druż. miesz. | 88,5 m | 97,0 m | 884,4 pkt (188,6 pkt) | –         | –                    |
| 3.      | 2 lutego  | 2023 | Whistler       | Whistler Olympic Park | K-95    | HS-104 | indywid.     | 92,5 m | 90,0 m | 221,1 pkt             | 39,6 pkt  | Alexandria Loutitt   |
| 6.      | 4 lutego  | 2023 | Whistler       | Whistler Olympic Park | K-95    | HS-104 | druż.        | 86,5 m | 92,5 m | 559,2 pkt (205,2 pkt) | 246,1 pkt | Japonia              |
| 5.      | 5 lutego  | 2023 | Whistler       | Whistler Olympic Park | K-95    | HS-104 | druż. miesz. | 93,0 m | 98,5 m | 857,4 pkt (220,3 pkt) | 62,8 pkt  | Słowenia             |
| 2.      | 7 lutego  | 2024 | Planica        | Srednja skakalnica    | K-95    | HS-102 | indywid.     | 98,0 m | 95,5 m | 250,9 pkt             | 15,4 pkt  | Tina Erzar           |
| 4.      | 9 lutego  | 2024 | Planica        | Srednja skakalnica    | K-95    | HS-102 | druż.        | 95,5 m | 97,5 m | 768,9 pkt (236,7 pkt) | 137,6 pkt | Słowenia             |
| 1.      | 11 lutego | 2024 | Planica        | Srednja skakalnica    | K-95    | HS-102 | druż. miesz. | 95,5 m | 97,0 m | 930,2 pkt (236,5 pkt) | –         | –                    |

## Igrzyska europejskie
| Miejsce | Dzień      | Rok  | Miejscowość | Skocznia        | Punkt K | HS     | Konkurs  | Skok 1  | Skok 2  | Nota      | Strata   | Zwyciężczyni               |
| ------- | ---------- | ---- | ----------- | --------------- | ------- | ------ | -------- | ------- | ------- | --------- | -------- | -------------------------- |
| 13.     | 27 czerwca | 2023 | Zakopane    | Średnia Krokiew | K-95    | HS-105 | indywid. | 85,5 m  | 90,0 m  | 211,6 pkt | 51,0 pkt | Jacqueline Seifriedsberger |
| 12.     | 30 czerwca | 2023 | Zakopane    | Wielka Krokiew  | K-125   | HS-140 | indywid. | 119,0 m | 124,0 m | 196,8 pkt | 80,6 pkt | Nika Križnar               |

## Puchar Świata

### Miejsca w klasyfikacji generalnej
| Sezon     | Miejsce |
| --------- | ------- |
| 2020/2021 | 40.     |
| 2021/2022 | 47.     |
| 2022/2023 | 28.     |
| 2023/2024 | 19.     |

### Miejsca na podium w konkursach indywidualnych Pucharu Świata chronologicznie
| Lp. | Dzień     | Rok  | Miejscowość | Skocznia                    | Punkt K | HS    | Skok 1 | Skok 2 | Nota     | Lok. | Strata  | Zwyciężczyni     |
| --- | --------- | ---- | ----------- | --------------------------- | ------- | ----- | ------ | ------ | -------- | ---- | ------- | ---------------- |
| 1.  | 18 lutego | 2023 | Râșnov      | Trambulina Valea Cărbunării | K-90    | HS-97 | 83,0 m | –      | 95,7 pkt | 3.   | 2,4 pkt | Anna Odine Strøm |

### Miejsca w poszczególnych konkursachPucharu Świata
stan na 23 lutego 2025
| Źródło | Źródło      | Źródło           | Źródło           | Źródło                 | Źródło                 | Źródło     | Źródło  | Źródło  | Źródło      | Źródło      | Źródło      | Źródło      | Źródło       | Źródło       | Źródło      | Źródło     | Źródło     | Źródło     | Źródło     | Źródło    | Źródło    | Źródło    | Źródło      | Źródło      | Źródło | Źródło | Źródło | Źródło | Źródło | Źródło | Źródło | Źródło | Źródło | Źródło | Źródło | Źródło | Źródło | Źródło | Źródło | Źródło | Źródło | Źródło | Źródło | Źródło | Źródło | Źródło | Źródło | Źródło | Źródło |
| --- | ----------- | ---------------- | ---------------- | ---------------------- | ---------------------- | ---------- | ------- | ------- | ----------- | ----------- | ----------- | ----------- | ------------ | ------------ | ----------- | ---------- | ---------- | ---------- | ---------- | --------- | --------- | --------- | ----------- | ----------- | ------ | ------ | ------ | ------ | ------ | ------ | ------ | ------ | ------ | ------ | ------ | ------ | ------ | ------ | ------ | ------ | ------ | ------ | ------ | ------ | ------ | ------ | ------ | ------ | ------ |
| Sezon 2019/2020 |             |                  |                  |                        |                        |            |         |         |             |             |             |             |              |              |             |            |            |            |            |           |           |           |             |             |        |        |        |        |        |        |        |        |        |        |        |        |        |        |        |        |        |        |        |        |        |        |        |        |        |
| Lillehammer | Lillehammer | Klingenthal      | Sapporo          | Sapporo                | Zaō                    | Zaō        | Râșnov  | Râșnov  | Oberstdorf  | Oberstdorf  | Hinzenbach  | Hinzenbach  | Ljubno       | Lillehammer  | Lillehammer | punkty     | punkty     | punkty     | punkty     | punkty    | punkty    | punkty    | punkty      | punkty      | punkty | punkty | punkty | punkty | punkty | punkty | punkty | punkty | punkty | punkty |        |        |        |        |        |        |        |        |        |        |        |        |        |        |        |
| - | -           | -                | -                | -                      | -                      | -          | -       | -       | -           | -           | q           | q           | -            | -            | -           | 0          | 0          | 0          | 0          | 0         | 0         | 0         | 0           | 0           | 0      | 0      | 0      | 0      | 0      | 0      | 0      | 0      | 0      | 0      |        |        |        |        |        |        |        |        |        |        |        |        |        |        |        |
| Sezon 2020/2021 |             |                  |                  |                        |                        |            |         |         |             |             |             |             |              |              |             |            |            |            |            |           |           |           |             |             |        |        |        |        |        |        |        |        |        |        |        |        |        |        |        |        |        |        |        |        |        |        |        |        |        |
| Ramsau | Ljubno      | Titisee-Neustadt | Titisee-Neustadt | Hinzenbach             | Hinzenbach             | Hinzenbach | Râșnov  | Râșnov  | Niżny Tagił | Niżny Tagił | Czajkowskij | Czajkowskij | punkty       | punkty       | punkty      | punkty     | punkty     | punkty     | punkty     | punkty    | punkty    | punkty    | punkty      | punkty      | punkty | punkty | punkty | punkty | punkty | punkty | punkty |        |        |        |        |        |        |        |        |        |        |        |        |        |        |        |        |        |        |
| 34 | q           | -                | -                | 24                     | 27                     | 22         | -       | -       | -           | -           | -           | -           | 20           | 20           | 20          | 20         | 20         | 20         | 20         | 20        | 20        | 20        | 20          | 20          | 20     | 20     | 20     | 20     | 20     | 20     | 20     |        |        |        |        |        |        |        |        |        |        |        |        |        |        |        |        |        |        |
| Sezon 2021/2022 |             |                  |                  |                        |                        |            |         |         |             |             |             |             |              |              |             |            |            |            |            |           |           |           |             |             |        |        |        |        |        |        |        |        |        |        |        |        |        |        |        |        |        |        |        |        |        |        |        |        |        |
| Niżny Tagił | Niżny Tagił | Lillehammer      | Lillehammer      | Klingenthal            | Klingenthal            | Ramsau     | Ljubno  | Ljubno  | Willingen   | Willingen   | Hinzenbach  | Hinzenbach  | Lillehammer  | Lillehammer  | Oslo        | Oslo       | Oberhof    | Oberhof    | punkty     | punkty    | punkty    | punkty    | punkty      | punkty      | punkty | punkty | punkty | punkty | punkty | punkty | punkty | punkty | punkty | punkty | punkty | punkty | punkty |        |        |        |        |        |        |        |        |        |        |        |        |
| - | -           | -                | -                | -                      | -                      | -          | -       | -       | -           | -           | 30          | 29          | -            | -            | -           | -          | 23         | 35         | 11         | 11        | 11        | 11        | 11          | 11          | 11     | 11     | 11     | 11     | 11     | 11     | 11     | 11     | 11     | 11     | 11     | 11     | 11     |        |        |        |        |        |        |        |        |        |        |        |        |
| Sezon 2022/2023 |             |                  |                  |                        |                        |            |         |         |             |             |             |             |              |              |             |            |            |            |            |           |           |           |             |             |        |        |        |        |        |        |        |        |        |        |        |        |        |        |        |        |        |        |        |        |        |        |        |        |        |
| Wisła | Wisła       | Lillehammer      | Lillehammer      | Titisee-Neustadt       | Villach                | Villach    | Ljubno  | Ljubno  | Sapporo     | Sapporo     | Zaō         | Zaō         | Hinterzarten | Hinterzarten | Willingen   | Willingen  | Hinzenbach | Hinzenbach | Râșnov     | Râșnov    | Oslo      | Oslo      | Lillehammer | Lillehammer | Lahti  | punkty |        |        |        |        |        |        |        |        |        |        |        |        |        |        |        |        |        |        |        |        |        |        |        |
| - | -           | -                | -                | -                      | -                      | -          | -       | -       | -           | -           | -           | -           | -            | -            | -           | -          | 20         | 21         | 7          | 3         | 17        | 17        | 17          | 20          | 29     | 172    |        |        |        |        |        |        |        |        |        |        |        |        |        |        |        |        |        |        |        |        |        |        |        |
| Sezon 2023/2024 |             |                  |                  |                        |                        |            |         |         |             |             |             |             |              |              |             |            |            |            |            |           |           |           |             |             |        |        |        |        |        |        |        |        |        |        |        |        |        |        |        |        |        |        |        |        |        |        |        |        |        |
| Lillehammer | Lillehammer | Engelberg        | Engelberg        | Garmisch-Partenkirchen | Oberstdorf             | Villach    | Villach | Sapporo | Sapporo     | Zaō         | Ljubno      | Ljubno      | Willingen    | Willingen    | Hinzenbach  | Hinzenbach | Lahti      | Oslo       | Oslo       | Trondheim | Trondheim | Vikersund | Planica     | punkty      | punkty | punkty | punkty | punkty | punkty | punkty | punkty | punkty | punkty | punkty | punkty | punkty | punkty | punkty | punkty | punkty | punkty | punkty |        |        |        |        |        |        |        |
| 18 | 16          | 12               | 18               | 17                     | q                      | 5          | 14      | 16      | 21          | 17          | 14          | 18          | 19           | 18           | 16          | 16         | -          | 19         | 39         | 22        | 27        | -         | 14          | 308         | 308    | 308    | 308    | 308    | 308    | 308    | 308    | 308    | 308    | 308    | 308    | 308    | 308    | 308    | 308    | 308    | 308    | 308    |        |        |        |        |        |        |        |
| Sezon 2024/2025 |             |                  |                  |                        |                        |            |         |         |             |             |             |             |              |              |             |            |            |            |            |           |           |           |             |             |        |        |        |        |        |        |        |        |        |        |        |        |        |        |        |        |        |        |        |        |        |        |        |        |        |
| Lillehammer | Lillehammer | Zhangjiakou      | Zhangjiakou      | Engelberg              | Garmisch-Partenkirchen | Oberstdorf | Villach | Villach | Sapporo     | Sapporo     | Zaō         | Zaō         | Willingen    | Lake Placid  | Lake Placid | Ljubno     | Ljubno     | Hinzenbach | Hinzenbach | Oslo      | Vikersund | Vikersund | Lahti       | Lahti       | punkty | punkty | punkty | punkty | punkty | punkty | punkty | punkty | punkty | punkty | punkty | punkty | punkty | punkty | punkty | punkty | punkty | punkty | punkty |        |        |        |        |        |        |
| 20 | 21          | 19               | 26               | 18                     | 19                     | 28         | 17      | 19      | 22          | 22          | 22          | 27          | 27           | 29           | 27          | 16         | 8          | 13         | 11         |           |           |           |             |             | 224    | 224    | 224    | 224    | 224    | 224    | 224    | 224    | 224    | 224    | 224    | 224    | 224    | 224    | 224    | 224    | 224    | 224    | 224    |        |        |        |        |        |        |
| Legenda |             |                  |                  |                        |                        |            |         |         |             |             |             |             |              |              |             |            |            |            |            |           |           |           |             |             |        |        |        |        |        |        |        |        |        |        |        |        |        |        |        |        |        |        |        |        |        |        |        |        |        |
| 1 2 3 4-10 11-30 poniżej 30 dq – dyskwalifikacja q – dyskwalifikacja w kwalifikacjach q – zawodniczka nie zakwalifikowała się - – zawodniczka nie wystartowała |             |                  |                  |                        |                        |            |         |         |             |             |             |             |              |              |             |            |            |            |            |           |           |           |             |             |        |        |        |        |        |        |        |        |        |        |        |        |        |        |        |        |        |        |        |        |        |        |        |        |        |

### Raw Air

#### Miejsca w klasyfikacji generalnej
| Sezon | Miejsce |
| ----- | ------- |
| 2023  | 16.     |
| 2024  | 27.     |

### Korona Alp

#### Miejsca w klasyfikacji generalnej
| Sezon     | Miejsce |
| --------- | ------- |
| 2021/2022 | 30.     |

### Turniej Dwóch Nocy

#### Miejsca w klasyfikacji generalnej
| Sezon     | Miejsce |
| --------- | ------- |
| 2023/2024 | 32.     |
| 2024/2025 | 22.     |

## Letnie Grand Prix

### Miejsca w klasyfikacji generalnej
| Sezon | Miejsce |
| ----- | ------- |
| 2022  | 24.     |
| 2024  | 22.     |

### Miejsca w poszczególnych konkursachLGP
stan po zakończeniu LGP 2024
| Źródło | Źródło           | Źródło           | Źródło         | Źródło            | Źródło            | Źródło            | Źródło | Źródło | Źródło | Źródło | Źródło | Źródło | Źródło | Źródło | Źródło | Źródło | Źródło | Źródło | Źródło | Źródło | Źródło | Źródło | Źródło | Źródło | Źródło | Źródło |
| --- | ---------------- | ---------------- | -------------- | ----------------- | ----------------- | ----------------- | ------ | ------ | ------ | ------ | ------ | ------ | ------ | ------ | ------ | ------ | ------ | ------ | ------ | ------ | ------ | ------ | ------ | ------ | ------ | ------ |
| 2021 |                  |                  |                |                   |                   |                   |        |        |        |        |        |        |        |        |        |        |        |        |        |        |        |        |        |        |        |        |
| Wisła 17.07 | Wisła 18.07      | Courchevel 06.08 | Frenštát 15.08 | Czajkowskij 11.09 | Czajkowskij 12.09 | Klingenthal 02.10 | punkty | punkty | punkty | punkty | punkty | punkty | punkty | punkty | punkty | punkty | punkty | punkty | punkty | punkty | punkty | punkty | punkty | punkty | punkty |        |
| - | -                | -                | 35             | -                 | -                 | -                 | 0      | 0      | 0      | 0      | 0      | 0      | 0      | 0      | 0      | 0      | 0      | 0      | 0      | 0      | 0      | 0      | 0      | 0      | 0      |        |
| 2022 |                  |                  |                |                   |                   |                   |        |        |        |        |        |        |        |        |        |        |        |        |        |        |        |        |        |        |        |        |
| Wisła 23.07 | Wisła 24.07      | Courchevel 06.08 | Râșnov 17.09   | Klingenthal 02.10 | punkty            | punkty            | punkty | punkty | punkty | punkty | punkty | punkty | punkty | punkty | punkty | punkty | punkty | punkty | punkty | punkty | punkty | punkty | punkty |        |        |        |
| 20 | 20               | -                | 9              | -                 | 51                | 51                | 51     | 51     | 51     | 51     | 51     | 51     | 51     | 51     | 51     | 51     | 51     | 51     | 51     | 51     | 51     | 51     | 51     |        |        |        |
| 2024 |                  |                  |                |                   |                   |                   |        |        |        |        |        |        |        |        |        |        |        |        |        |        |        |        |        |        |        |        |
| Courchevel 13.08 | Courchevel 14.08 | Râșnov 21.09     | Râșnov 22.09   | Klingenthal 05.10 | punkty            | punkty            | punkty | punkty | punkty | punkty | punkty | punkty | punkty | punkty | punkty | punkty | punkty | punkty | punkty | punkty | punkty | punkty | punkty |        |        |        |
| 16 | 8                | -                | -              | 16                | 62                | 62                | 62     | 62     | 62     | 62     | 62     | 62     | 62     | 62     | 62     | 62     | 62     | 62     | 62     | 62     | 62     | 62     | 62     |        |        |        |
| Legenda |                  |                  |                |                   |                   |                   |        |        |        |        |        |        |        |        |        |        |        |        |        |        |        |        |        |        |        |        |
| 1 2 3 4-10 11-30 poniżej 30 dq – dyskwalifikacja q – dyskwalifikacja w kwalifikacjach q – zawodniczka nie zakwalifikowała się - – zawodniczka nie wystartowała |                  |                  |                |                   |                   |                   |        |        |        |        |        |        |        |        |        |        |        |        |        |        |        |        |        |        |        |        |

## Puchar Kontynentalny

### Miejsca w klasyfikacji generalnej
| Sezon     | Miejsce |
| --------- | ------- |
| 2019/2020 | 6.      |
| 2020/2021 | 3.      |
| 2021/2022 | 11.     |

### Miejsca na podium w konkursach Pucharu Kontynentalnego chronologicznie
| Lp. | Dzień      | Rok  | Miejscowość | Skocznia         | Punkt K | HS     | Skok 1  | Skok 2  | Nota      | Lok. | Strata   | Zwyciężczyni          |
| --- | ---------- | ---- | ----------- | ---------------- | ------- | ------ | ------- | ------- | --------- | ---- | -------- | --------------------- |
| 1.  | 14 grudnia | 2019 | Notodden    | Tveitanbakken    | K-90    | HS-98  | 87,5 m  | 87,5 m  | 226,7 pkt | 3.   | 11,7 pkt | Sophie Sorschag       |
| 2.  | 20 lutego  | 2021 | Brotterode  | Inselbergschanze | K-105   | HS-117 | 106,5 m | 102,0 m | 221,4 pkt | 3.   | 21,7 pkt | Hannah Wiegele        |
| 3.  | 11 grudnia | 2021 | Vikersund   | Vikersundbakken  | K-105   | HS-117 | 101,0 m | 98,0 m  | 204,6 pkt | 3.   | 21,4 pkt | Nejka Repinc Zupančič |
| 4.  | 17 grudnia | 2021 | Notodden    | Tveitanbakken    | K-90    | HS-98  | 87,5 m  | 88,5 m  | 222,4 pkt | 3.   | 42,5 pkt | Sophie Sorschag       |
| 5.  | 18 grudnia | 2021 | Notodden    | Tveitanbakken    | K-90    | HS-98  | 88,0 m  | 89,0 m  | 233,2 pkt | 3.   | 29,9 pkt | Sophie Sorschag       |

### Miejsca w poszczególnych konkursachPucharu Kontynentalnego
| Źródło                                                                            | Źródło      | Źródło    | Źródło    | Źródło     | Źródło     | Źródło    | Źródło    | Źródło     | Źródło     | Źródło    | Źródło    | Źródło   | Źródło   | Źródło      | Źródło      | Źródło | Źródło | Źródło | Źródło | Źródło | Źródło | Źródło | Źródło | Źródło | Źródło | Źródło | Źródło | Źródło | Źródło | Źródło | Źródło | Źródło | Źródło | Źródło | Źródło | Źródło | Źródło | Źródło | Źródło |
| --------------------------------------------------------------------------------- | ----------- | --------- | --------- | ---------- | ---------- | --------- | --------- | ---------- | ---------- | --------- | --------- | -------- | -------- | ----------- | ----------- | ------ | ------ | ------ | ------ | ------ | ------ | ------ | ------ | ------ | ------ | ------ | ------ | ------ | ------ | ------ | ------ | ------ | ------ | ------ | ------ | ------ | ------ | ------ | ------ |
| Sezon 2019/2020                                                                   |             |           |           |            |            |           |           |            |            |           |           |          |          |             |             |        |        |        |        |        |        |        |        |        |        |        |        |        |        |        |        |        |        |        |        |        |        |        |        |
| Notodden                                                                          | Notodden    | Rena      | Rena      | Brotterode | Brotterode | punkty    | punkty    | punkty     | punkty     | punkty    | punkty    | punkty   | punkty   | punkty      | punkty      | punkty | punkty | punkty | punkty | punkty | punkty | punkty | punkty | punkty |        |        |        |        |        |        |        |        |        |        |        |        |        |        |        |
| 4                                                                                 | 3           | 4         | 7         | -          | -          | 196       | 196       | 196        | 196        | 196       | 196       | 196      | 196      | 196         | 196         | 196    | 196    | 196    | 196    | 196    | 196    | 196    | 196    | 196    |        |        |        |        |        |        |        |        |        |        |        |        |        |        |        |
| Sezon 2020/2021                                                                   |             |           |           |            |            |           |           |            |            |           |           |          |          |             |             |        |        |        |        |        |        |        |        |        |        |        |        |        |        |        |        |        |        |        |        |        |        |        |        |
| Brotterode                                                                        | Brotterode  | punkty    | punkty    | punkty     | punkty     | punkty    | punkty    | punkty     | punkty     | punkty    | punkty    | punkty   | punkty   | punkty      | punkty      | punkty | punkty | punkty | punkty | punkty |        |        |        |        |        |        |        |        |        |        |        |        |        |        |        |        |        |        |        |
| 3                                                                                 | 4           | 110       | 110       | 110        | 110        | 110       | 110       | 110        | 110        | 110       | 110       | 110      | 110      | 110         | 110         | 110    | 110    | 110    | 110    | 110    |        |        |        |        |        |        |        |        |        |        |        |        |        |        |        |        |        |        |        |
| Sezon 2021/2022                                                                   |             |           |           |            |            |           |           |            |            |           |           |          |          |             |             |        |        |        |        |        |        |        |        |        |        |        |        |        |        |        |        |        |        |        |        |        |        |        |        |
| Zhangjiakou                                                                       | Zhangjiakou | Vikersund | Vikersund | Notodden   | Notodden   | Innsbruck | Innsbruck | Brotterode | Brotterode | Park City | Park City | Whistler | Whistler | Lake Placid | Lake Placid | punkty | punkty | punkty | punkty | punkty | punkty | punkty | punkty | punkty | punkty | punkty | punkty | punkty | punkty | punkty | punkty | punkty | punkty | punkty |        |        |        |        |        |
| -                                                                                 | -           | 3         | 5         | 3          | 3          | 23        | 24        | 15         | 18         | -         | -         | -        | -        | -           | -           | 269    | 269    | 269    | 269    | 269    | 269    | 269    | 269    | 269    | 269    | 269    | 269    | 269    | 269    | 269    | 269    | 269    | 269    | 269    |        |        |        |        |        |
| Legenda                                                                           |             |           |           |            |            |           |           |            |            |           |           |          |          |             |             |        |        |        |        |        |        |        |        |        |        |        |        |        |        |        |        |        |        |        |        |        |        |        |        |
| 1 2 3 4-10 11-30 poniżej 30 dq – dyskwalifikacja - – zawodniczka nie wystartowała |             |           |           |            |            |           |           |            |            |           |           |          |          |             |             |        |        |        |        |        |        |        |        |        |        |        |        |        |        |        |        |        |        |        |        |        |        |        |        |

## Letni Puchar Kontynentalny

### Miejsca w klasyfikacji generalnej
| Sezon | Miejsce |
| ----- | ------- |
| 2019  | 70.     |
| 2021  | 1.      |

### Miejsca na podium w konkursach indywidualnych LPK chronologicznie
| Lp. | Dzień    | Rok  | Miejscowość | Skocznia | Punkt K | HS     | Skok 1 | Skok 2 | Nota      | Lok. | Strata  | Zwyciężczyni     |
| --- | -------- | ---- | ----------- | -------- | ------- | ------ | ------ | ------ | --------- | ---- | ------- | ---------------- |
| 1.  | 17 lipca | 2021 | Kuopio      | Puijo    | K-92    | HS-100 | 94,0 m | 84,5 m | 191,6 pkt | 2.   | 8,6 pkt | Shao Birun       |
| 2.  | 17 lipca | 2021 | Kuopio      | Puijo    | K-92    | HS-100 | 94,5 m | 93,0 m | 213,1 pkt | 2.   | 8,1 pkt | Marija Jakowlewa |

### Miejsca w poszczególnych konkursachLetniego Pucharu Kontynentalnego
| Źródło                                                                            | Źródło      | Źródło  | Źródło  | Źródło      | Źródło | Źródło | Źródło | Źródło | Źródło | Źródło | Źródło | Źródło | Źródło | Źródło | Źródło | Źródło | Źródło | Źródło | Źródło | Źródło | Źródło | Źródło | Źródło | Źródło | Źródło | Źródło |
| --------------------------------------------------------------------------------- | ----------- | ------- | ------- | ----------- | ------ | ------ | ------ | ------ | ------ | ------ | ------ | ------ | ------ | ------ | ------ | ------ | ------ | ------ | ------ | ------ | ------ | ------ | ------ | ------ | ------ | ------ |
| 2019                                                                              |             |         |         |             |        |        |        |        |        |        |        |        |        |        |        |        |        |        |        |        |        |        |        |        |        |        |
| Szczuczyńsk                                                                       | Szczuczyńsk | Szczyrk | Szczyrk | Lillehammer | Stams  | Stams  | punkty |        |        |        |        |        |        |        |        |        |        |        |        |        |        |        |        |        |        |        |
| -                                                                                 | -           | -       | -       | 19          | -      | -      | 12     |        |        |        |        |        |        |        |        |        |        |        |        |        |        |        |        |        |        |        |
| 2021                                                                              |             |         |         |             |        |        |        |        |        |        |        |        |        |        |        |        |        |        |        |        |        |        |        |        |        |        |
| Kuopio                                                                            | Kuopio      | Râșnov  | Râșnov  | Oslo        | Oslo   | punkty | punkty | punkty | punkty | punkty | punkty | punkty | punkty | punkty | punkty | punkty | punkty | punkty | punkty | punkty | punkty | punkty | punkty | punkty |        |        |
| 2                                                                                 | 2           | 14      | 10      | 16          | 20     | 230    | 230    | 230    | 230    | 230    | 230    | 230    | 230    | 230    | 230    | 230    | 230    | 230    | 230    | 230    | 230    | 230    | 230    | 230    |        |        |
| Legenda                                                                           |             |         |         |             |        |        |        |        |        |        |        |        |        |        |        |        |        |        |        |        |        |        |        |        |        |        |
| 1 2 3 4-10 11-30 poniżej 30 dq – dyskwalifikacja - – zawodniczka nie wystartowała |             |         |         |             |        |        |        |        |        |        |        |        |        |        |        |        |        |        |        |        |        |        |        |        |        |        |

## FIS Cup

### Miejsca w klasyfikacji generalnej
| Sezon     | Miejsce |
| --------- | ------- |
| 2019/2020 | 11.     |
| 2020/2021 | 27.     |
| 2021/2022 | 2.      |

### Miejsca na podium w konkursach FIS Cupu chronologicznie
| Lp. | Dzień          | Rok  | Miejscowość | Skocznia               | Punkt K | HS     | Skok 1  | Skok 2  | Nota      | Lok. | Strata   | Zwyciężczyni   |
| --- | -------------- | ---- | ----------- | ---------------------- | ------- | ------ | ------- | ------- | --------- | ---- | -------- | -------------- |
| 1.  | 5 października | 2019 | Villach     | Villacher Alpenarena   | K-90    | HS-98  | 92,0 m  | 91,0 m  | 217,2 pkt | 2.   | 37,4 pkt | Agnes Reisch   |
| 2.  | 6 października | 2019 | Villach     | Villacher Alpenarena   | K-90    | HS-98  | 95,0 m  | 86,0 m  | 206,2 pkt | 2.   | 31,5 pkt | Agnes Reisch   |
| 3.  | 15 lipca       | 2021 | Kuopio      | Puijo                  | K-92    | HS-100 | 96,5 m  | 83,0 m  | 201,8 pkt | 2.   | 0,5 pkt  | Shao Birun     |
| 4.  | 16 lipca       | 2021 | Kuopio      | Puijo                  | K-92    | HS-100 | 87,5 m  | 87,0 m  | 187,4 pkt | 2.   | 12,8 pkt | Hannah Wiegele |
| 5.  | 28 sierpnia    | 2021 | Einsiedeln  | Andreas Küttel-Schanze | K-105   | HS-117 | 103,5 m | 96,0 m  | 205,7 pkt | 2.   | 16,9 pkt | Sina Arnet     |
| 6.  | 29 sierpnia    | 2021 | Einsiedeln  | Andreas Küttel-Schanze | K-105   | HS-117 | 106,5 m | 106,0 m | 214,2 pkt | 2.   | 20,8 pkt | Sina Arnet     |

### Miejsca w poszczególnych konkursachFIS Cupu
| Źródło                                                                            | Źródło     | Źródło      | Źródło      | Źródło    | Źródło    | Źródło     | Źródło     | Źródło  | Źródło  | Źródło         | Źródło         | Źródło    | Źródło    | Źródło     | Źródło     | Źródło   | Źródło  | Źródło  | Źródło  | Źródło  | Źródło | Źródło | Źródło | Źródło | Źródło | Źródło | Źródło | Źródło | Źródło | Źródło | Źródło | Źródło | Źródło | Źródło | Źródło | Źródło | Źródło | Źródło | Źródło |
| --------------------------------------------------------------------------------- | ---------- | ----------- | ----------- | --------- | --------- | ---------- | ---------- | ------- | ------- | -------------- | -------------- | --------- | --------- | ---------- | ---------- | -------- | ------- | ------- | ------- | ------- | ------ | ------ | ------ | ------ | ------ | ------ | ------ | ------ | ------ | ------ | ------ | ------ | ------ | ------ | ------ | ------ | ------ | ------ | ------ |
| Sezon 2019/2020                                                                   |            |             |             |           |           |            |            |         |         |                |                |           |           |            |            |          |         |         |         |         |        |        |        |        |        |        |        |        |        |        |        |        |        |        |        |        |        |        |        |
| Szczyrk                                                                           | Szczyrk    | Szczuczyńsk | Szczuczyńsk | Ljubno    | Ljubno    | Râșnov     | Râșnov     | Villach | Villach | Oberwiesenthal | Oberwiesenthal | Rastbüchl | Rastbüchl | Villach    | Villach    | punkty   | punkty  | punkty  | punkty  | punkty  | punkty | punkty | punkty | punkty | punkty | punkty | punkty | punkty | punkty | punkty | punkty | punkty | punkty | punkty |        |        |        |        |        |
| 7                                                                                 | 12         | -           | -           | -         | -         | -          | -          | 2       | 2       | -              | -              | -         | -         | 19         | 13         | 250      | 250     | 250     | 250     | 250     | 250    | 250    | 250    | 250    | 250    | 250    | 250    | 250    | 250    | 250    | 250    | 250    | 250    | 250    |        |        |        |        |        |
| Sezon 2020/2021                                                                   |            |             |             |           |           |            |            |         |         |                |                |           |           |            |            |          |         |         |         |         |        |        |        |        |        |        |        |        |        |        |        |        |        |        |        |        |        |        |        |
| Kandersteg                                                                        | Kandersteg | Szczyrk     | Szczyrk     | Villach   | Villach   | Oberhof    | Oberhof    | punkty  | punkty  | punkty         | punkty         | punkty    | punkty    | punkty     | punkty     | punkty   | punkty  | punkty  | punkty  | punkty  | punkty | punkty | punkty | punkty | punkty | punkty |        |        |        |        |        |        |        |        |        |        |        |        |        |
| 7                                                                                 | 5          | -           | -           | -         | -         | -          | -          | 81      | 81      | 81             | 81             | 81        | 81        | 81         | 81         | 81       | 81      | 81      | 81      | 81      | 81     | 81     | 81     | 81     | 81     | 81     |        |        |        |        |        |        |        |        |        |        |        |        |        |
| Sezon 2021/2022                                                                   |            |             |             |           |           |            |            |         |         |                |                |           |           |            |            |          |         |         |         |         |        |        |        |        |        |        |        |        |        |        |        |        |        |        |        |        |        |        |        |
| Otepää                                                                            | Otepää     | Kuopio      | Kuopio      | Gérardmer | Gérardmer | Einsiedeln | Einsiedeln | Ljubno  | Ljubno  | Villach        | Villach        | Falun     | Falun     | Kandersteg | Kandersteg | Zakopane | Villach | Villach | Oberhof | Oberhof | punkty | punkty | punkty | punkty | punkty | punkty | punkty | punkty | punkty | punkty | punkty | punkty | punkty | punkty | punkty | punkty | punkty | punkty | punkty |
| -                                                                                 | -          | 2           | 2           | -         | -         | 2          | 2          | 11      | 9       | -              | -              | -         | -         | -          | -          | 13       | 12      | 7       | -       | -       | 451    | 451    | 451    | 451    | 451    | 451    | 451    | 451    | 451    | 451    | 451    | 451    | 451    | 451    | 451    | 451    | 451    | 451    | 451    |
| Legenda                                                                           |            |             |             |           |           |            |            |         |         |                |                |           |           |            |            |          |         |         |         |         |        |        |        |        |        |        |        |        |        |        |        |        |        |        |        |        |        |        |        |
| 1 2 3 4-10 11-30 poniżej 30 dq – dyskwalifikacja - – zawodniczka nie wystartowała |            |             |             |           |           |            |            |         |         |                |                |           |           |            |            |          |         |         |         |         |        |        |        |        |        |        |        |        |        |        |        |        |        |        |        |        |        |        |        |

## Alpen Cup

### Miejsca w klasyfikacji generalnej
| Sezon     | Miejsce |
| --------- | ------- |
| 2016/2017 | 61.     |
| 2017/2018 | 10.     |
| 2018/2019 | 16.     |
| 2019/2020 | 4.      |
| 2020/2021 | 10.     |